# Linguriță

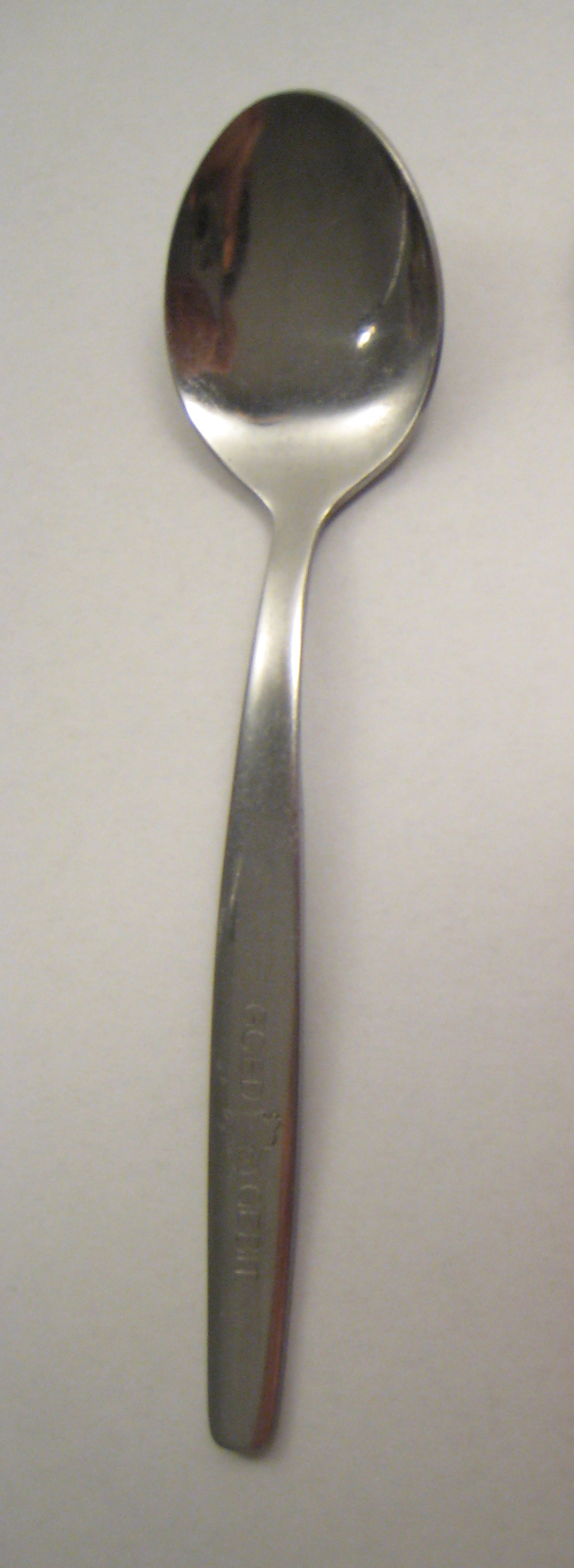
Linguriţă

Lingurița este un tacâm folosit pentru servirea băuturilor fierbinți și uneori a alimentelor foarte fierbinți sau foarte reci. Lingurița (teaspoon) este folosită și ca unitate de măsură pentru volumul lichidelor în Marea Britanie și Australia, un teaspoon fiind echivalent cu 4,93 mililitri de lichid.

## Caracteristici
Lingurița este o formă modificată a lingurei obișnuite, respectiv reprezintă o lingură mai mică, cu un mâner mai lung și uneori un bol mai adânc. Mânerul este mai lung, uneori și mai lat, pentru a se nu încălzi prea repede astfel încât să nu mai poată fi manevrat cu mâna liberă. Bolul este uneori mai adânc pentru a compensa faptul că o variantă mai mică nemodificată a lingurei ordinare va putea reține o cantitate mai mică de lichid.